# سریش کپت‌داغ
سریش کپت‌داغ (نام علمی: Eremurus kopetdaghensis) نام یکی از گونه‌های سردهٔ سریش است. این گونه بسیار نزدیک به گونهٔ سریش ایرانی است اما سطح گیاه صاف و بدون کرک بوده و دارای برگ‌ها و برگه‌های باریک است. این گونه در تپه‌های سنگلاخی خراسان کرمان و همچنین در جنوب تهران تا غرب قزوین می‌روید. زمان گلدهی در ماه فروردین است.